# Светодиодные знаки
Светодиодные знаки — знаки дорожного движения со световой индикацией. Изготавливаются из оцинкованной стали в цельном корпусе или методом аппликации «импульсной стрелки» на листовую металлическую основу из металла толщиной 0,8 мм. Электропитание подводится от автомобильного аккумулятора напряжением 12V или от согласующего устройства 220/12V, а при изготовлении светодиодного знака на заказ, напряжение питания можно установить другое, например 36V.

## Характеристики
Позволяют менять информацию на щите в зависимости от времени суток и погодных условий. Имеют отличную видимость в ночное время суток и в туманную погоду — за счет применения светодиодов. Бывают с возможностью контроля изменения информации:
- управление с помощью компьютера (через кабель управления)
- переключатели на задней панели щита
- светодиодный знак с модулем солнечной батареи

## Эффективность
Применение знаков со светодиодной индикацией, позволяет привлечь внимание водителей на особо опасных участках скоростных дорог, в местах проведения ремонтных или эксплуатационных работ. Эффективность таких знаков не имеет аналогов. Световозвращающие поверхности водитель видит, когда на них попадает свет от фар его транспортного средства, а знаки со светодиодной индикацией — видит на расстоянии максимальной видимости для данного участка дороги, и с разных углов зрения. Поэтому водитель транспортного средства имеет возможность заранее принять меры безопасности, перед приближением к опасному участку дороги.

## Светодиодные знаки на автомагистралях
В последние годы светодиодные знаки используются на автомагистралях для предупреждения водителей об информации на дороге.
Различают несколько видов светодиодных знаков в зависимости от целей использования:
- Светодиодные знаки с переменной информацией для визуализации предупреждений

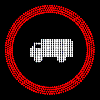
Знак запрещающий движение грузовому транспорту
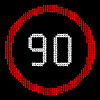
Знак ограничивающий скорость
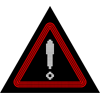
Знак предупреждающий об опасности

- Знаки с переменной информацией для визуализации параметров движения, предупреждения и метеорологических параметров

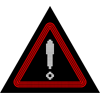
Знак предупреждающий об опасности

- Совмещенные знаки с переменной информацией для визуализации параметров движения, предупреждения и метеорологических параметров

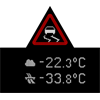